# Хоти (племя)

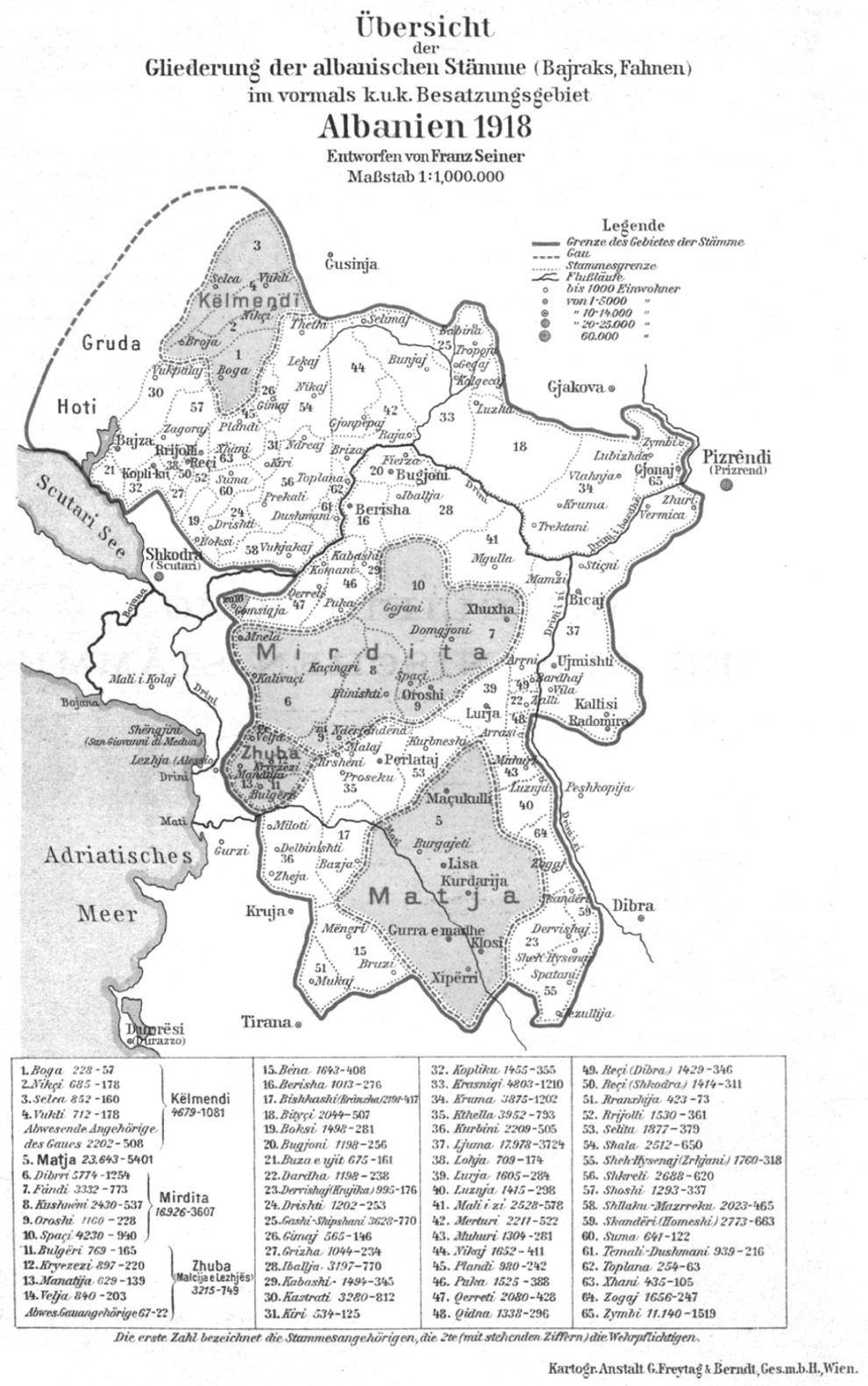
Албанские байраки по состоянию на 1918 год. Хоти и Груда изображены на дальнем левом плане.

Хоти (алб. Hoti, серб. Хоти) — историческое албанское племя (фис) и субрегион Малесии, разделенная область, расположенная в северной Албании и южной Черногории. Его география в основном гористая, но некоторые из его деревень находятся на равнинной местности недалеко от берегов Скадарского озера.
Хоти были впервые упомянуты в 1330 году и полностью сформировались как община в середине-конце XV века. На протяжении своей долгой истории хоти играли важную роль в региональной политике как ведущая община в североалбанском племенном устройстве и как полуавтономная область в пограничных землях между Османской и Австрийской империями, а позже и Черногорией. В 1879 году неповиновение племен хоти и груда Берлинскому договору, который передавал их территорию Черногории, поставило эти две общины в центр внимания международной политики. В 1911 году, в битве при Децике против турок-османов, Деде Джо Лули, лидер хоти, поднял албанский флаг впервые с момента захвата страны османами в XV веке. Сначала, во время Второй Балканской войны, а затем после Первой мировой войны, более половины территории Хоти было передано Черногории. Сегодня племя хоти разделено между муниципалитетами Малесия-э-Мади и Тузи.
Хоти почти полностью католики, а несколько семей — мусульмане. Волны беженцев из хоти на протяжении веков формировали общины в землях за пределами племенной территории хоти. В настоящее время многие эмигранты из Хоти обосновались в США.

## География

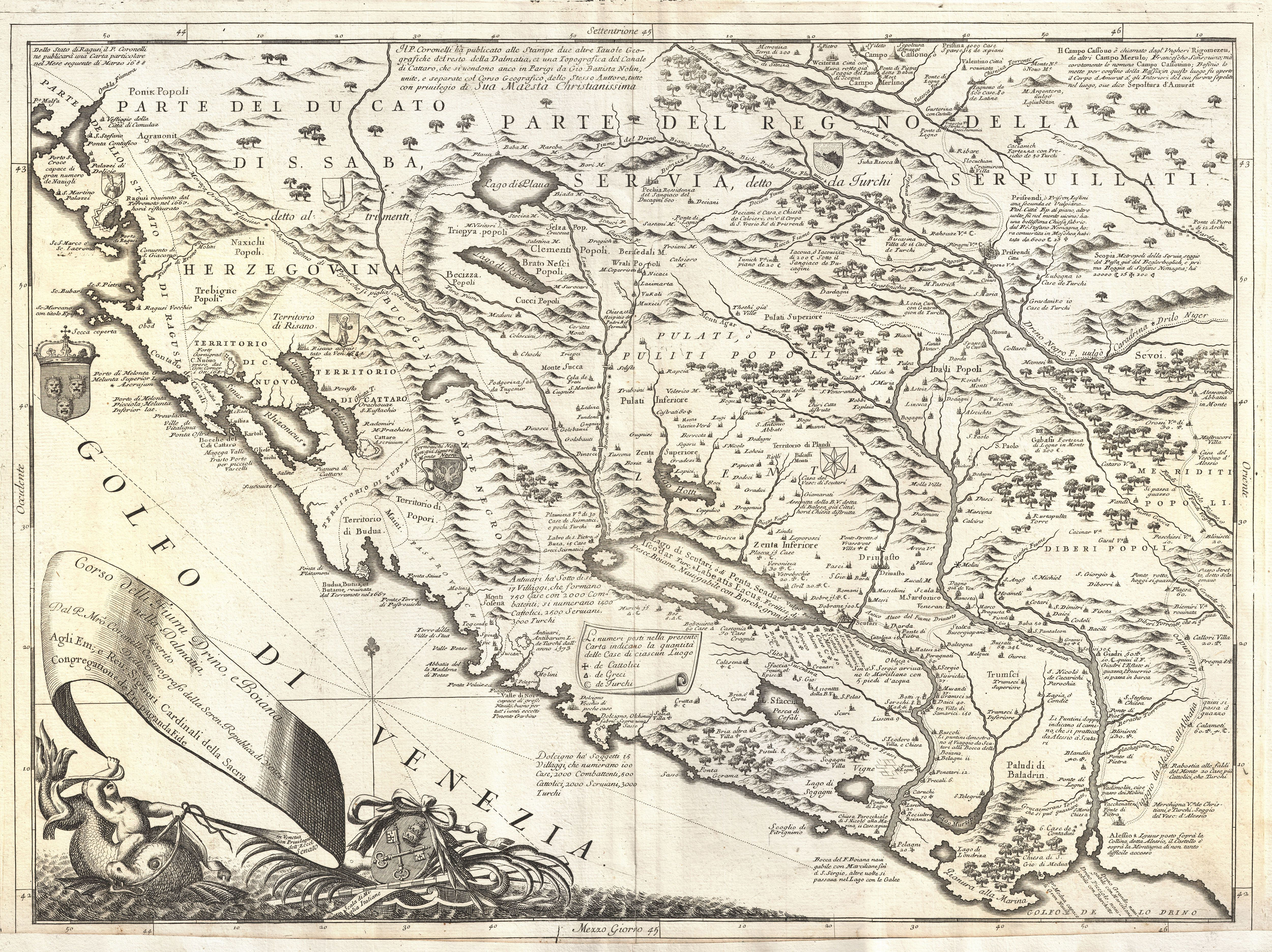
Лаго Хотти (Озеро Хоти), Трабоини и Ррапша в 1688 году на карте венецианского картографа Винченцо Коронелли

Регион хоти расположен вдоль границы Албании и Черногории (Хан-и-Хотит) в северо-восточной части Скадарского озера, называемого Ликени и Хотит (Озеро Хоти). С точки зрения исторической территории хоти граничит с племенами кельменди на востоке, триепши на северо-востоке и груда на севере. Два традиционных центра Хоти — это Ррапша и Трабоин. Таким образом, ядро района хоти сегодня охватывает части бывшего муниципалитета Кастрат в Албании и муниципалитета Тузи в Черногории.
Члены племени Хоти также селились в соседних племенных районах и создавали там новые братства, такие как Хотовичи из Пипери. Семьи хоти также жили в Никшиче, Подгорице и Колашине. Далее на восток, недалеко от Плава, находится поселение племени Хоти-и-Вендит или Хоти-и-Куджит. Братство Джокай из Хоти и Вендита основало Досудже (Dosugja) к западу от Плава в Гусинье в XVIII веке. С тех пор многие люди, происходящие из племени хоти, живут в Санджаке (главным образом в районе Тутина, но также и в Шенице) и Косово, особенно в Юнике и Раховаце. Позднее некоторые братства также встречаются в Боснии и Герцеговине, как Плавчичи из Коница.
Кампания черногорской армии в Хоти и её аннексия в 1913 году вызвали волны беженцев. В 1932 году несколько семей из Трабоина поселились близ Шкодера в том месте, которое сейчас известно как Рретинат, и основали Хот-и-Ри (Новый Хоти).

## Происхождение

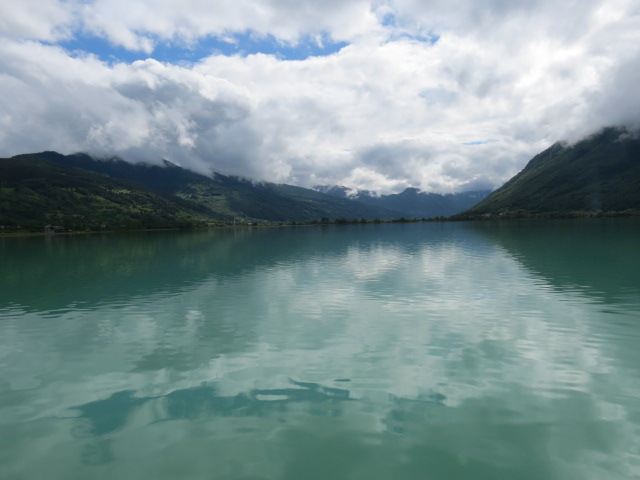
В 1330 году горы в районе городов Плав и Гусинье впервые упоминаются в историографии как Горы Хоти.

Устные предания и отрывочные рассказы были собраны и интерпретированы писателями, путешествовавшими по региону в XIX веке, о ранней истории племени хоти. С тех пор анализ записанного исторического материала, лингвистика и сравнительная антропология дают более исторически обоснованные объяснения.
Австрийский дипломат Иоганн Георг фон Хан записал одну из первых таких устных традиций от католического священника по имени Габриэль в Шкодре в 1850 году. Согласно этому сообщению, первым прямым предком Хоти был Гег Лазри, сын Лазера Кеги, сына албанца-католика по имени Кег, который, бежав от османского завоевания, поселился в славяноязычном районе, который впоследствии стал историческим регионом племен Пипери на территории современной Черногории. Его сыновья, братья Лазер Кеги, Бан Кеги (предок племени Триепши), Меркота Кеги, Кастер Кеги и Вас Кеги (предок Васоевичей), были вынуждены покинуть деревню после убийства местных жителей, но Кег и его младший сын Пайпер Кеги остались там, а Пайпер Кеги стала прямым предком племени пипери. Прожив на территории племени Триепши, Гег Лазри двинулся на юг, туда, где находится регион Хоти. Его сын Петер Гега основал Трабоин, а другие его сыновья (Gjon, Laj, Gjun) — Ррапшу. В различных зарегистрированных источниках отчество, данное Кегу, — Прека, Понти или Панта.
Эти имена, за исключением Gjon, традиционно встречаются в сокращенных формах также как Pjeç, Lajç, Junç. В той же традиции другие северные албанские и черногорские племена представлены как связанные родовыми узами. Похожая история была собрана в районе Васоевичей, где их прямой предок был записан как брат Пипо (Пипери), Озро (Озриничи), Красно (Красничи) и Отто (Хоти), которые все бежали из Герцеговины. Имя первого предка, Кег, что на албанском означает «плохой», дается в Малесии только детям или детям из семей с очень небольшим количеством детей (из-за младенческой смертности). В этих семьях «уродливое» имя (i çudun) давалось как устный талисман, чтобы защитить ребенка от «сглаза».
Британская путешественница Эдит Дарем в своем собственном путешествии в 1908 году в Верхнюю Албанию записала историю о Геге Лазаре, который прибыл тринадцатью поколениями назад, спасаясь от османского завоевания из неизвестного региона Боснии . Люди, которые уже проживали на территории, куда переселился Гег Лазар, где сейчас земли хоти, были описаны как Анас, с которым Хоти могли вступить в брак, поскольку они не были родственными связями по отцовской линии. Поскольку Хоти был фисом (племенем) одной отцовской линии, они не вступали в брак внутри племени. Двумя племенами, с которыми Хоти регулярно вступал в брак, были Кастрати и братства Бекадж в Триепше, у которых не было Бана Кеки в качестве предка. В той же истории племя Груда было оседлым сообществом раньше Хоти. Старик (Мараш Учи), который рассказал эту историю, не знал даты поселения Хоти, но описал ее как после постройки церкви племени груда, которую Дарем датировала 1528 годом. Этот Гег Лазар был братом Пайпера, Васо и Красни, предков племен Пипери, Васоевичей и Красничей.
Английская путешественница Эдит Дарем связала этот рассказ о миграции на юг, обнаруженный в устных преданиях многих албанских и черногорских племен, с османским завоеванием Боснии в 1463 году. По ее гипотезе, 1463 год был годом начала миграции хоти, а 1528 год — годом окончательного заселения. Через несколько лет после отчета Эдит Дарем исследование Константина Йозефа Иречека в государственных архивах Венеции показало, что гора Оттанорум (горы Хоти) появилась в этом районе намного раньше, в 1474 году, чем дата прибытия Гега Лазри в устных рассказах. Более поздние исследования позволят установить точную дату самых ранних сведений об Хоти в их нынешнем местонахождении в 1414 году и более подробную информацию в кадастре венецианской Шкодры в 1416—1417 годах. Этот факт, Дарем признает в своей книге 1928 года «Некоторые племенные корни, законы и обычаи Балкан» и отмечает, что Анас, должно быть, было много.
Сербский историк Милан Шуффлай, который помогал Константину Иречеку в исследованиях, в своей основополагающей работе «Срби и арбанаси» (сербы и албанцы) в 1925 году продвинул исследования еще дальше от устных рассказов и их интерпретаций к сравнительному подходу с историческими данными. Топоним Хотина Гора (Горы Хоти) в районах Плав и Гусинье в бассейне реки Лим в 1330 году является первым упоминанием имени Хоти в исторических записях о Хризобуллах Дечани. Милан Шаффлай считает этот регион местом первоначального поселения Хоти, из которого они двинулись на юг. В то же время другие албанологи, такие как Эрнесто Коцци и Зеф Валентини, изучавшие структуру албанских племен, пришли к такому же общему выводу . Архивные записи также объясняют приходящие с севера детали историй и связи с такими территориями. Действительно, албанские пастушеские общины из района Плава раньше перемещали свои стада в Боснию в зимние месяцы, а затем возвращались весной и летом на свои естественные пастбища.
Более поздние полные переводы османских дефтерев также показали, что, несмотря на хронологические расхождения и другие ошибки, устная народная традиция действительно была основана на реальных исторических персонажах. Например, в 1974 году Селами Пуаха, который перевел с османского турецкого языка и опубликовал окончание Санджака Скутари 1485 года, обнаружил, что в нахии (общине) Кучи (в которую входило племя Триепши) находится поселение Банек, а в нахии Хоти, поселение Гег, во главе которого стоит Станаш Кеги . Эти топонимы отражают традицию Бан Кеки, который был основателем племени триепши, и Гег Лазри, прямого предка племени хоти.
Дальнейший анализ данных о населении и исторических записей показал, что хотя Хоти жили к началу XV века на своей нынешней территории, Хоти как территориально-племенная единица той же территории поселения, что и сегодня, консолидировалась в середине или конце XV века. Например, в 1455 году поселения, которые позднее были частью племени Хоти, фигурируют в венецианских записях отдельно от них, и этот факт отражен в устной традиции об Анас. Поскольку в этой области пастушеские горные общины (катунды), такие как Хоти, сохраняли территориальную сплоченность в течение всего периода непрерывных войн, они пришли к поглощению прилегающей территории соседних общин, не занимавших скотоводством. Венецианские документы о pronoia (пожаловании), когда племени Хоти было даровано несколько деревень в районе Шкодры, дают некоторую дополнительную информацию о ранних этапах этого процесса. В начале XX века около 12 семей Анас остались патрилинейными по отцовской линии.

## История

### Средневековье

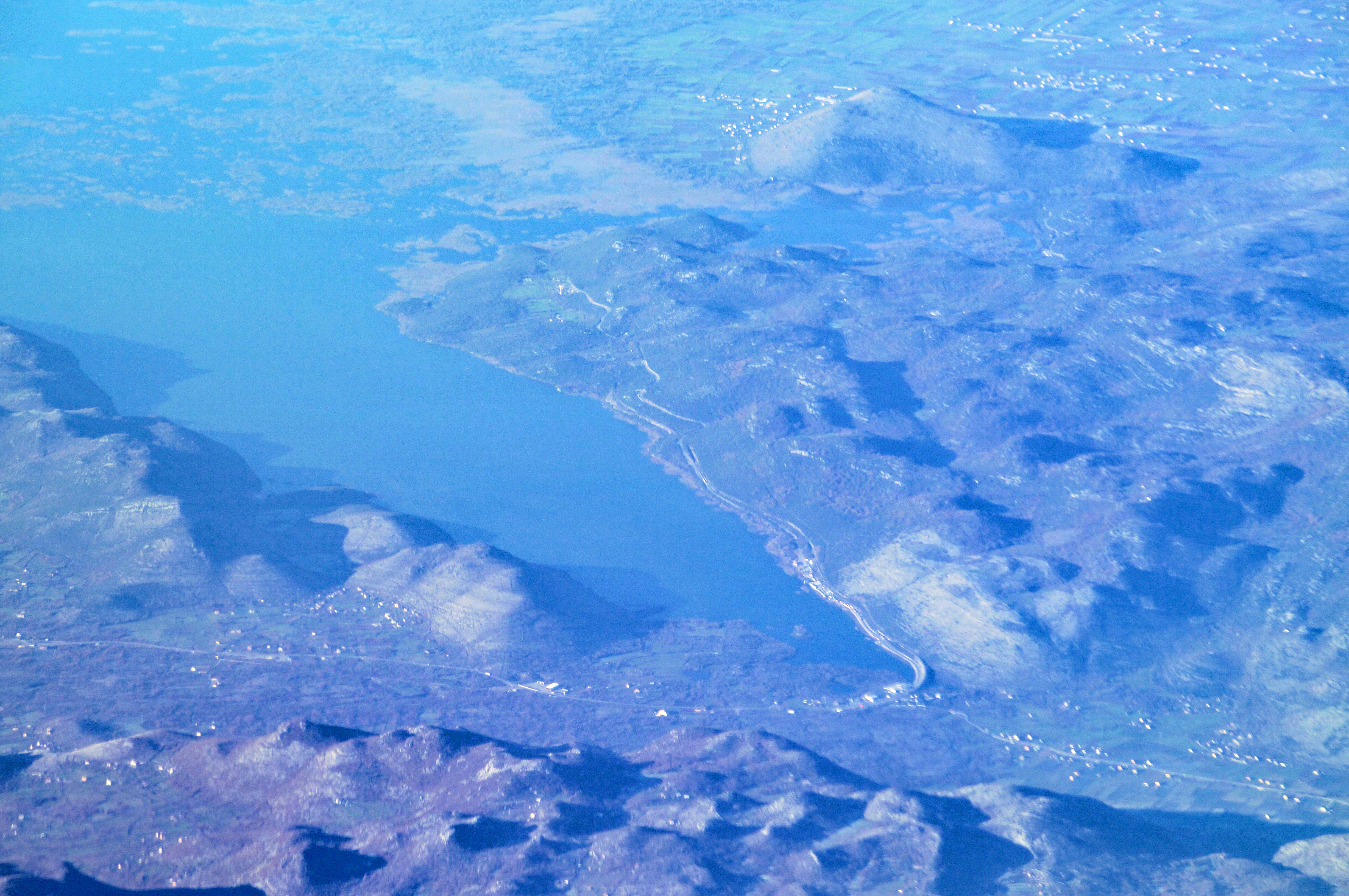
Озеро Хоти в Скадарском озере

В 1353—1363 годах Хоти переселились из своего родного района в Плаве. Группа из хоти, по-видимому, переселилась в другое место в Плаве, а некоторые — в район Лимая, недалеко от Печа в Косово. В 1414 году хоти уже, по-видимому, поселился в горных пастушеских общинах на северо-востоке Скадарского озера и в 1415 году находится в союзе с племенами Тузи и Битидосси. Начиная с этого периода исторические документы и детали дают гораздо более четкое представление о племени хоти, его социально-экономическом положении и отношениях с соседями. Венецианский кадастр Шкодры 1416—1417 годов и дефтер санджака Скутари 1485 года содержат особые сведения об организации и динамике поселений.
В кадастре 1416—1417 годов деревня Pesiugla возглавляется Николлой Хоти и Андреа Хоти, его сыновья Андреас и Радаш, Мазррек Хоти и его братья стали проноярами в деревне Подгора, недалеко от современного Коплика. Под Подгорой в качестве главной деревни в этом районе они также контролировали поселения Майора, Эгреши, Ваджуши, Карокьета (Фералини), Сордани и Люшта. Это последнее поселение возглавляли братья Джунк и Влатик Хоти, которым были даны полные наследственные права на Люшту и ее имущество и которые должны были платить Венеции ежегодную ренту за эти права. Другой Хоти с тем же именем появляется в венецианских архивах в 1434 году как Junch Hoth iam dominus in partibus Albaniae and capitaneus montanee Ottorum (капитан Гор Хоти).
Андреа Хоти и все племя хоти зарегистрированы как граждане Венецианский колони в кадастре 1416 года. Согласно акту их верности Венеции, им были даны земельные владения в Братоше и Бодише в дополнение к pronoia в Подгоре, которая обеспечивала пастушеским горцам доступ к зерну и вину. Эти земли были отобраны у бывших венецианских союзников, которых заклеймили как предателей в кадастре. Документ также предусматривает исполнение наказаний против племени хоти, которые были применимы в соответствии с венецианским законодательством. Эти наказания были связаны с ущербом, причиненным набегами хоти в прошлые времена, когда они были подданными господаря Зеты Балши III (1403—1421). Хоти в свою очередь должны были предоставить венецианцам 300 солдат, 80 из которых — легкая конница.
Вражда между Хоти и господарем Зеты Балшей III существовала по меньшей мере с 1414 года, когда документы показывают, что он просил у Венеции выдачи двух вождей хоти, которые нанесли ущерб его землям, хотя номинально они были его вассалами. Венецианская администрация Скутари, рассматривая возможный набег хоти на их земли и перспективу союза с ними, не приняла его просьбу. Балша в качестве акта возмездия венецианцам приказал сжечь виноградную деревню Каллдрун в декабре 1415 года. Последняя фаза вражды между хоти и Балшей началась после того, как он вынес приговор против хоти в споре с племенем матагузи над пастбищами. Несмотря на поддержку Балшей матагузи, хоти захватил спорные земли, и матагузи отомстили, убив четырех соплеменников хоти. Поскольку Балша III снова встал на сторону матагузи и не требовал наказания за убийства, хоти перешел на сторону Венеции в обмен на поддержку республики. Поскольку хоти номинально находился под властью господаря Зеты Балши III в пограничном регионе между ним и Венецией, это повлияло на баланс сил и стало одним из событий, предшествовавших Второй Скутарской войне (1419—1426). С этих событий и до 1479 года, когда в этом регионе началась османская эра, хоти были союзниками Венецианской республики.

### Ранний османский период

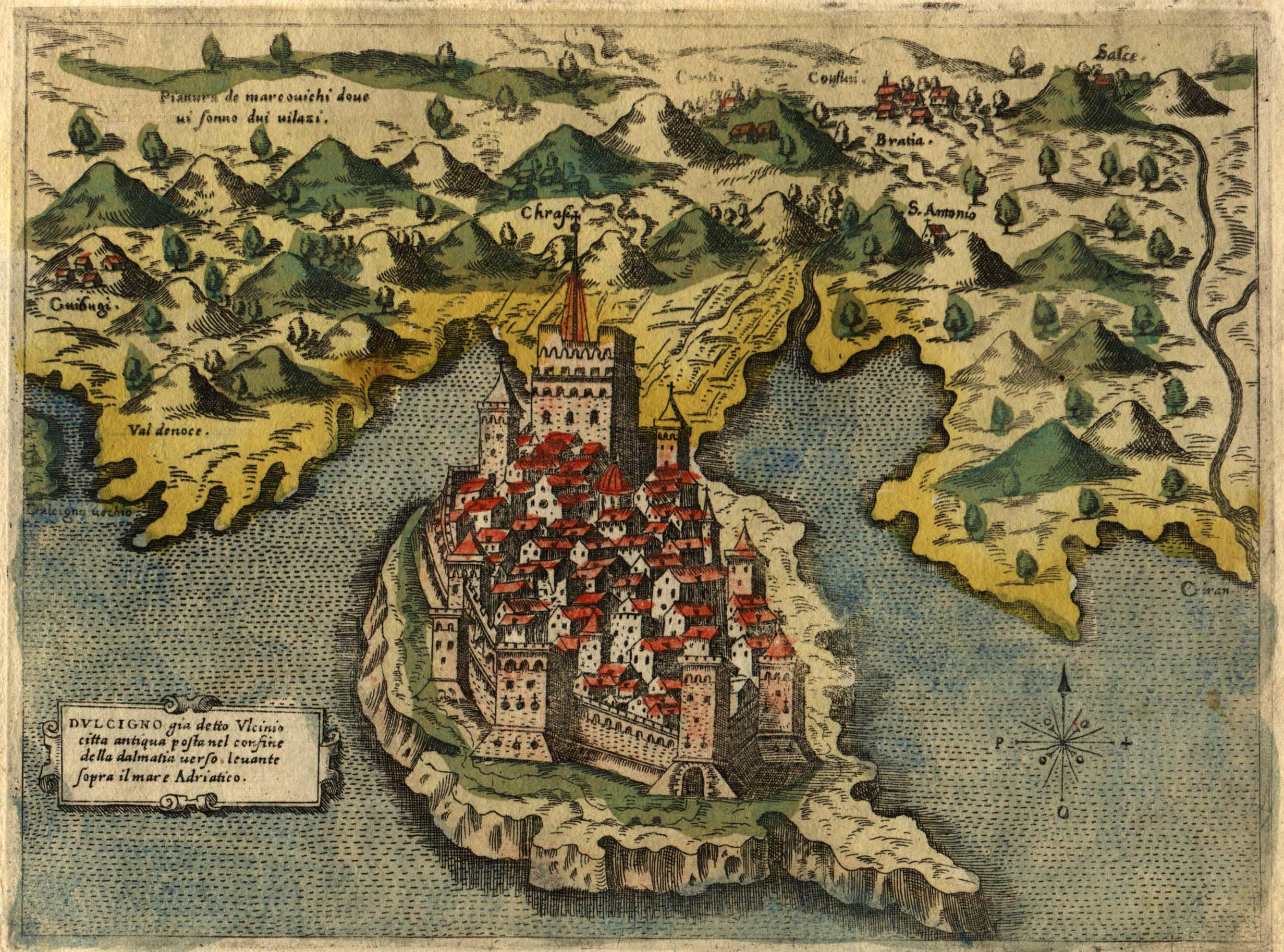
Хоти сыграли решающую роль а обороне крепости Улциня от венецианцев

После установления османской гегемонии последовала территориальная реорганизация региона в санджак Скутари. Хоти был превращен в нахию гор хоти, которая имела 10 поселений (Гег, Тихомир, Михалина, Ибтош, Видаги, Ишбиша, Любица, Побрежан, Божан, Облана) с 195 домами в общей сложности в дефтере 1485 года. Фактическое число домашних хозяйств может быть выше, так как люди из двух деревень (Ибтош, Облана) спрятались в горной местности, чтобы избежать регистрации, а одна деревня (Ишбиша) оказалась полностью заброшенной. Сто лет спустя, в дефтере 1582 года, некоторые деревни были заброшены и вновь появились под другими названиями, такими как Облана, которая больше не существовала в 1582 году. Вместо нее появился Трабоин.
Дефтер 1485 года санджака Скутари также дает важную информацию об отношениях с центральными османскими властями. Племенная структура таких общин, как хоти, означала неразвитость феодальных отношений собственности, а также существование замкнутого натурального хозяйства. В этих условиях сопротивление этих общин уплате налогов в соответствии с новой тимарной системой вынудило османов признать их поселения общинными образованиями вне регистров тимара. Хоти были освобождены от тимарной системы распределения земли в ранней Османской империи и не имели владельцев тимаров (тимарли сипахи) в нахии Хоти, так как организация коммунальной собственности осталась незатронутой . Хоти также были освобождены от всех чрезвычайных налогов для новых центральных властей. Вместо этого они были в положении флоричей и платили один дукат (50 акче) за домашнее хозяйство, как и в доосманскую эпоху. Права на самоуправление северных албанских племен, таких как хоти и кельменди, возросли, когда их статус изменился с florici на derbenci, что требовало лишь номинального признания центральной власти . Положение derbenci обязывало горные общины поддерживать и защищать сухопутные маршруты по всей сельской местности, которые соединяли региональные городские центры. Взамен они были освобождены от чрезвычайных налогов. Племя хоти имело статус derbenci на пути из Шкодры к крепостям Медун и Депедукен в северной части Зетской равнины.
Начиная с конца XVI века такие племена, как хоти, находились в состоянии полуавтономии, но также периодически конфликтовали с Османским государством, поскольку это был католический и пограничный регион, что могло стать потенциальным источником напряженности в войнах Османов против их католических противников, Венеции, а затем Австрийской империи. Как католики, несмотря на налоговые льготы, хоти также по-прежнему подлежал джизье и это было еще одной причиной негодования. Это послужило фоном для папских миссий в регионе, призванных укрепить католическую церковную организацию против давления исламизации. Его военно-политическим аналогом были встречи племен в северной Албании и Черногории для обсуждения сотрудничества против турок-османов под знаменем одной из католических держав. Одна из таких встреч состоялась 15 июля 1614 года в Куче, где присутствовали хоти, кельменди и другие племена, которые решили просить папскую помощь против османов, о чем сообщил патриций Котора Франческо Болизза. Несколькими месяцами ранее его брат Мариано Болизза путешествовал по санджаку Скутари и составил отчет, согласно которому у хоти (хотти) было 212 дворов и 600 вооруженных людей под командованием Мараша Паппы (Maras Pappa) и Ррапши, 80 дворов и 212 вооруженных людей под командованием Пренка Кастрати (Prenc Castrat).
Другие собрания, подобные этому, появлялись с 1620-х по 1650-е годы, в кульминационный момент Критской войны. О таком собрании сообщается также в 1658 году, когда семь племен: Кучи, Васоевичи, Братоножичи, Пипери, Кельменди, Хоти и Груда заявили о своей поддержке Венецианской республики, учредив так называемый «семикратный баряк» или «Алай-баряк», направленный против османов. Подобные мятежные события продолжались вплоть до окончания военных действий между Венецией и Османской империей. После войны, в 1671 году, Штефан Гаспари в качестве апостольского посетителя Католической Церкви проезжал через деревню Хот и сообщил, что в ней было 130 домов и 700 душ. Несмотря на увеличение налогов джизьи и войны, опустошавшие пограничные земли, хоти оставались католиками и были организованы к концу XVII века в два прихода, один в Ррапше, а другой в Трабоине, разделение, которое отражало территориальное разделение поселений хоти.
В 1696 году Хоти стали байраком, как и другие племена в Малесии, северной Албании и Черногории. До тех пор капитан хоти был признан османами воеводой, что номинально стало вторым по рангу титулом хоти. Статус байрака означал, что вождь племени был назначен байрактаром (знаменосец) Османского государства и отвечал за сплочение и руководство вооруженными людьми из племени в походах османской армии. Байрактар хоти, который был признан первым байрактаром Малесии, возглавлял силы племен (кельменди, шкрели, кастрати, груда и три более мелких племени) во время военных мобилизаций . Событием, сделавшим хоти байраком, стала решающая роль 300 бойцов племени в успешной обороне Ульциня. Люку Гьони Джунсаю, до того времени воеводе, была предложена должность байрактара при условии, что он примет ислам. Собрание всего хоти решило, что его сын Ника Лука Гьони (также называемый Уйк Лука) примет ислам при условии, что все мужчины хоти, которые были задержаны в Анатолии, будут освобождены, специальные налоги будут сняты и все мужчины из Малесии не будут призываться на войну за пределами албанской территории. Таким образом, Ника Лука стал Мехметом Лукой Гьони, а его брат Вуй Лука остался католиком. Новое братство, которое было сформировано как ответвление Джунсай, стало единственным частично мусульманским братством хоти, Лукджунай. Чун Мула, байрактар хоти в 19 веке, был прямым потомком Мехмета Луки.
Поскольку обращение носило политический характер, мусульманские байрактары хоти сохранили традиционные религиозные обязательства глав хоти и приняли участие в католической мессе в честь святого Иоанна Крестителя 29 августа и финансировали праздник, который следовал за религиозными обрядами. В 1738 году хоти также получили в качестве наследственной должности титул болук-баши хоти в санджаке Скутари. Это означало, что представитель османской армии в районе хоти будет из самого племени. В эпоху пашалыка Шкодера он стал главой этих военачальников всей Малесии и назывался bylykbash i pesë maleve (болук-баши пяти гор).
С точки зрения османов, институт байрака имел множество преимуществ. Хотя он признавал полуавтономный статус таких общин, как хоти, он также мог быть использован для стабилизации пограничных земель, поскольку эти общины в своем новом качестве будут защищать границы империи, поскольку они видели в них границы своей собственной территории. Кроме того, османы рассматривали должность главы байрактара как средство, которое во времена восстания можно было использовать для разделения и завоевания племен, раздавая привилегии немногим избранным. С другой стороны, автономия пограничных земель также была источником конфликтов, поскольку племена пытались увеличить свою автономию и свести к минимуму участие Османского государства. Благодаря циклической череде событий конфликта и переговоров было найдено равновесие между Османской централизацией и племенной автономией. Таким образом, османская эпоха характеризуется как непрерывным конфликтом, так и формализацией социально-экономического статуса внутри османской администрации.
В XVIII веке также сформировались общины, которые проследили свое происхождение до хоти в Санджакском регионе. Хоти из Санджака пришли в этот край либо из Плава-Гусиня, либо из Колашина. После 1730 года они образовали первые компактные общины хотинских братств (vllazni) в Тутине в деревнях Буйковичи, Шпильяны, Црниш, Палево, Ковачи, Радоховцы, в Шенице, в деревнях Аливеровичи и Раждагина.

### Поздний османский период

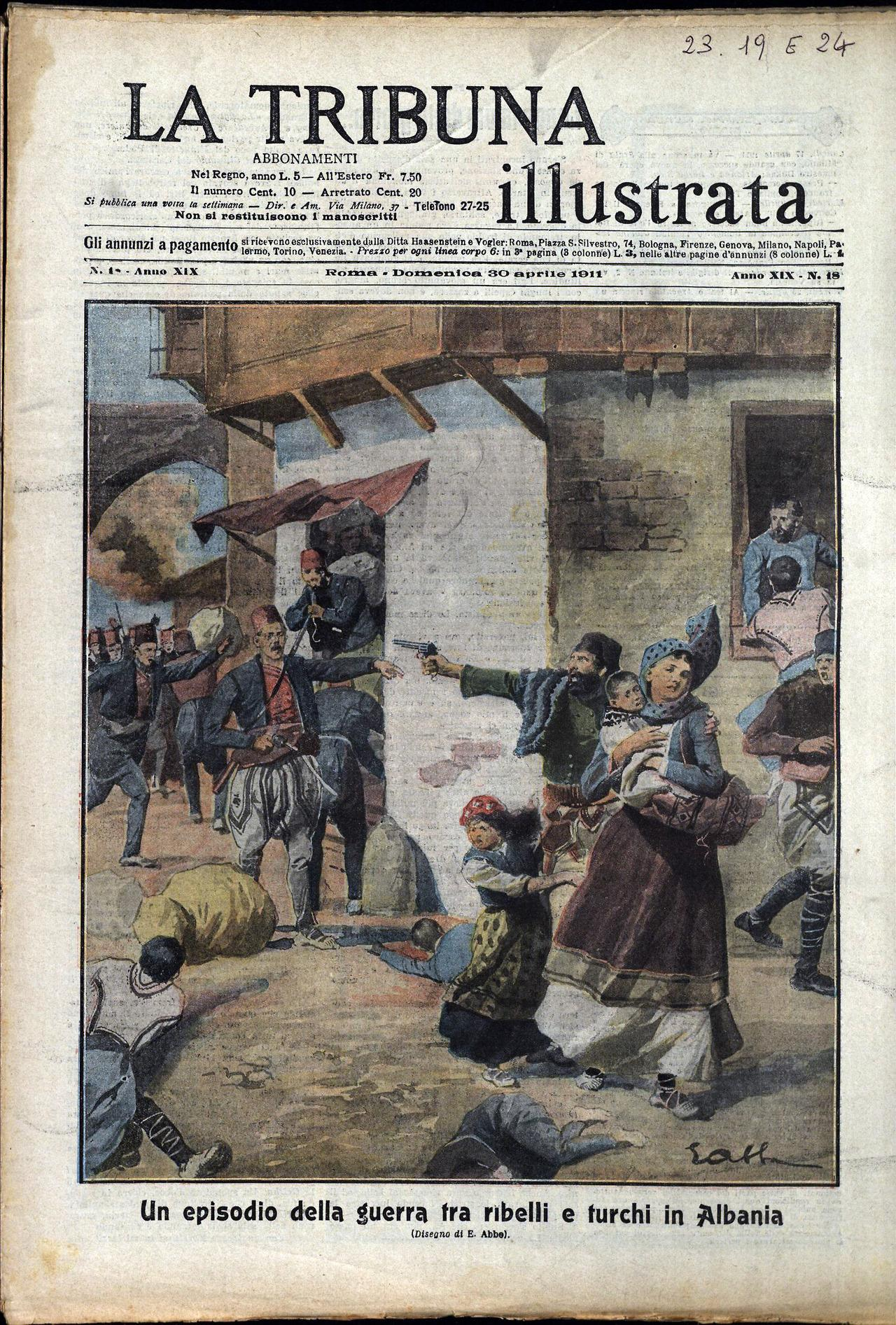
Малесия в Албанском восстании 1911 года

Распад Османской империи в течение долгого XIX века привел к возникновению балканских государств. Создание княжества Черногория и его цель экспансии на юг угрожали пограничной автономии хоти, которую Черногория стремилась поставить под свой контроль. Интересы великих держав (в основном России, Австро-Венгрии, Италии) в регионе еще больше осложнили ситуацию. Эти события, в совокупности названные «великим восточным кризисом», привели к Берлинскому конгрессу, который был завершен в Берлинском договоре. В то время как Османская империя и Черногория готовились подписать соглашение о признании независимости Черногории и расширении её границ, обсуждались различные сценарии, при которых высокогорная территория будет передана Черногории. В апреле 1880 года Италия предложила Османской империи передать Черногории Туз с его католическим населением груда и хоти, что привело бы к расколу племен между обеими странами. Призренская лига была создана для защиты албанской территории от аннексии. Хоти был представлен в Лиге своим байрактаром, Чун Мулой и видным военачальником Деде Гьоном Лули. В то время, в последние десятилетия XIX века в отчетах эпохи население хоти составляло около 4000 — 4500 человек с 400—500 домохозяйствами.
Османское государство, чтобы избежать внутреннего восстания в регионе при перспективе аннексии, стерло все долги в регионе и перераспределило часть урожая, которые были уплачены в качестве налогов. Первым районом, который был назначен для передачи, были Плав и Гусинье, но после битвы при Новшиче в декабре 1879 года, где Черногория потерпела поражение, этот район был исключен. Следующей областью, которая обсуждалась уже в сентябре 1879 года, была долина верхнего Джема (районы Триеш и Коджа-э-Кучит), вся груда (включая Тузи), часть Хоти и часть Вермоша. По отношению к хоти это оставило бы дополнительную проблему напряженности и нестабильности из-за того, что племя имеет преимущество по традиции над другими четырьмя племенами во время мира и войны. В январе 1880 года было решено, что эта территория будет аннексирована Черногорией, и соглашение было ратифицировано 18 апреля 1880 года. Племена горцев уже начали готовиться к этому событию. В марте хоти, груда, кельменди и кастрати объявили, что они выступают против аннексии их земель Черногорией и начали собирать силы у границы. Племена объединились в бесу (клятву) сопротивляться любой оккупации своих земель и посылать телеграммы в близлежащие регионы с просьбой о военной помощи.
22 апреля в Тузи были сформированы оборонительные рубежи против черногорской аннексии, которая должна была произойти на следующий день. Из 400 первых защитников Тузи многие были из хоти. В ближайшие дни эта цифра выросла до 12 000 добровольцев из Призренской лиги. Из 6 800 человек, находившихся на оборонительной позиции Хелма, 500 были из хоти. Эти события остановили аннексию хоти, хотя Триеш был передан Черногории. В последующие годы пограничная зона оставалась неопределенной и зоной конфликта. В мае было подписано новое соглашение, и главной целью черногорской аннексии стал Улцинь, поскольку план по аннексии земель хоти и груды провалился. Чтобы помочь защитникам Улциня, хоти и груда решили атаковать черногорские позиции и захватили Матагуж 12 июля, но потеряли контроль над ним одиннадцать дней спустя. Османская армия окончательно захватила Улцинь и 22 ноября передала его Черногории.
В 1881—1882 годах племена хоти и груда планировали нападение на Черногорию и совершали набеги вместе с племенем Кучи. Ситуация в этом районе была очень нестабильной, поскольку турки-османы пытались восстановить свою администрацию. В мае 1883 года 3 000 горцев подняли восстание против Османского государства. Хоти, груда, кастрати и шкрели договорились о новой бесе (клятве) прекратить делимитацию османско-черногорской границы. На османском фронте вмешалась Австро-Венгрия, чтобы подписать перемирие. Затем 10 июня турки-османы под командованием Хафиза-паши провели карательную экспедицию в области хоти, груда и кастрати. После победы 25 июня османы опустошили земли племени хоти. Деде Гьон Лули из хоти, Смайл Мартини из груды и Дод Пречи из кастрати не сдались и спрятались в горах. В меньшем масштабе стычки и столкновения продолжались и в 1890-е годы.
Младотурецкая революция 1908 года и последующее восстановление Османской конституции дали меньшинствам новые надежды на защиту своих национальных прав. Как и многие другие племена, хоти дали бесу (обещание) поддержать Конституцию и прекратить кровную месть до 6 ноября 1908 года. Несмотря на первоначальные обещания, конституционные права меньшинств на территории Османской империи так и не были реализованы, как надеялись, и репрессии в отношении меньшинств вскоре стали центральной политикой младотурок. В Косово надежды вновь возросли с началом восстания в 1910 году, но оно потерпело поражение. За этим последовал запрет на албанское образование, аресты и изгнание албанских националистов, а также кампания по разоружению горцев Малесии. Тем временем горские племена поддерживали связь с черногорским князем Николой I Петровичем, который был готов позволить им войти в Черногорию и оказать некоторую поддержку против турок-османов, чтобы использовать ситуацию в своих собственных целях.
Таким образом, к концу 1910 года около 2 500 человек нашли убежище в окрестностях Подгорицы. Великие державы выбрали примирительную политику и были против нового Албанского восстания. Поскольку Никола I Петрович делал все более и более открытые заявления об аннексии Черногории, а также призывал великие державы сохранять нейтралитет и не рисковать всеобщей войной, повстанцы решили двинуться вперед и начать наступление 24 марта 1911 года. Деде Гьон Лули во главе 15-20 человек хоти и 200—300 кельменди захватил османский аванпост в Грабоме. Так началось восстание горцев. До 30 марта десять аванпостов в хоти, груде и кельменди пали, и в этот день повстанцы, насчитывавшие в общей сложности 2 200 человек, захватили Тузи. Людей хоти было около 400 человек от общего числа, и они находились под началом Деде Гьона Лули, который вышел на передний план в качестве главного лидера восстания. В этот день был составлен меморандум, который направили в посольства великих держав в Цетине повстанческие лидеры Деде Гьон Лули, Сокол Бачи, Иса Болетини и другие. В меморандуме выдвигалось требование об автономии и самоуправлении албанских вилайетов.
Бои бушевали на линии от Диноша до Децика, где сражение, произошедшее 6 апреля, является наиболее заметной боевой активностью восстания. Семь мятежников из Коджи и тридцать османов погибли в битве, но это стало известно, потому что после того, как победа была обеспечена, Деде Гьон Лули поднял албанское знамя на вершине Братилы. Флаг не поднимался с XV века, когда Скандербег защищался от османов. The phrase Tash o vllazën do t’ju takojë të shihni atë që për 450 vjet se ka pa kush (Теперь, братья, вы заслужили право видеть то, что было невидимо в течение 450 лет) было приписано Деде Гьону Лули более поздними воспоминаниями тех, кто присутствовал, когда он поднял флаг . Османский ответ последовал в течение всего апреля, и Тузи был отбит, и многие деревни были сожжены Шевкет Тургут-пашой, и было объявлено военное положение. 14 мая османы начали новую атаку с 10 000 человек на линии Диша-Тузи-Децик, которую защищали 2 000 горцев. Защитники были окружена и снова отступили к Подгорице. Османы призывали к покорности и предлагали амнистию и крупную денежную компенсацию любому сдавшемуся лидеру, но в этом им было отказано. Тем временем восстание получило международное освещение, и были организованы группы добровольцев, прибывших в регион для борьбы.
Когда вспыхнули новые бои, 23 июня 1911 года лидеры восстания и другие албанские революционеры собрались возле Селче в Кельменде и составили Герченский меморандум, требующий от албанцев социально-политических и языковых прав. В число представителей хоти входили Деде Гьон Лули и Джето Марку, а также три приходских священника: Карл Пренуши (Вуксанлекай), Себастьян Хила (Ррапша) и Луидж Бушати (Трабоин). Меморандум был отклонен, но начался переговорный процесс, который привел к окончательному соглашению, включавшему всеобщую амнистию, признание права албанцев на образование и право на ношение оружия. В нахии хоти это означало, что Османское правительство впервые обязалось открыть и финансировать начальную школу на албанском языке. Обучение на албанском языке до тех пор предлагалось либо священниками и монахами католической церкви, либо в одной из албанских школ, финансируемых Австро-Венгрией под культурным протекторатом католиков Османской империи. Начало Балканских войн оставило большую часть соглашения невыполненными.

### Современность

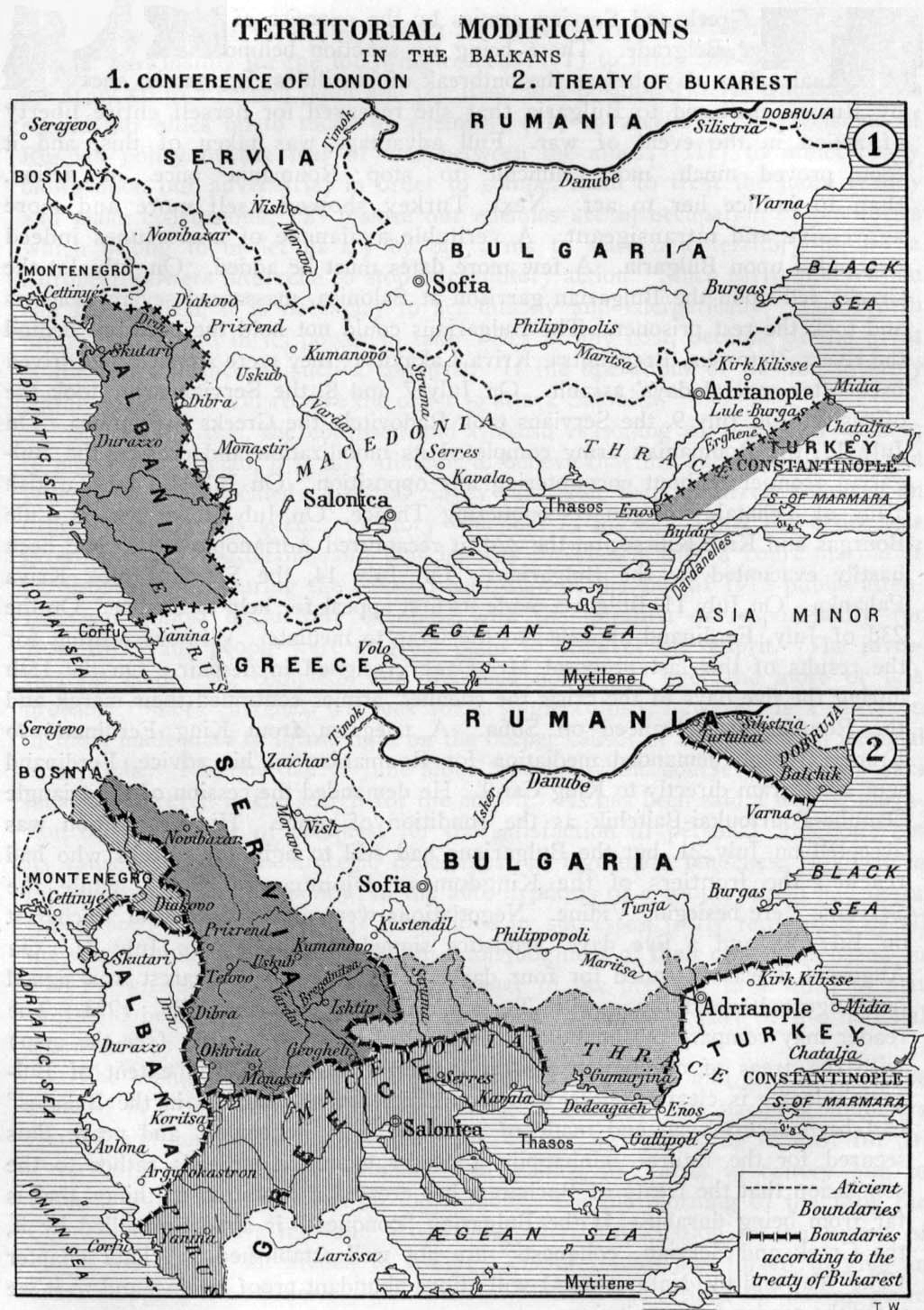
По Лондонскому договору территория племени хоти была включена в состав Албании, а по Бухарестскому договору, заключенному несколькими месяцами позже, земли хоти были разделены между Албанией и Черногорией.

Во время Балканских войн северные албанские территории подверглись совместному сербско-черногорскому нападению. Пятимесячная осада Скутари была главной целью кампании. Город был сдан после соглашения между Эссад-пашой Топтани и королем Николой I, но черногорская армия понесла 15 000 потерь. Длительное сопротивление также означало, что притязания Черногории в регионе были затруднены. Окончательный статус города должен был остаться в новом Албанском государстве в последующем Лондонском договоре в мае 1913 года. По условиям договора хоти должны были остаться полностью в составе Албании. В июне разразилась Вторая Балканская война. С поражением Болгарии победители, включая Черногорию, расширили свои границы и более половины хоти было передано Черногории, как и вся территории племени Груда по условиям Бухарестского договора в августе 1913 года. Тем не менее, регион оставался в смятении, и фактический контроль Черногории не был установлен, поскольку в пограничных районах вспыхнули столкновения. Затем сербская армия вмешалась и заняла этот район. После дальнейшего вмешательства Австро-Венгерской империи сербская армия отступила. В ходе этого процесса были убиты сотни людей. В январе 1916 года, с оккупацией Черногории Австро-Венгрией в Первой мировой войне, хоти перешли под австро-венгерскую военную и гражданскую администрацию до 1918 года.
На Парижской мирной конференции 1919 года албанская делегация сначала во главе с Турханом-пашой, а затем с Луиджи Бумчи представила свои аргументы в пользу возвращения хоти и других территорий Албании, но границы остались неизменными. Согласно новым договорам, сербская армия вошла на земли Хоти, Груды и северное нагорье, которые были переданы Черногории по Бухарестскому договору, теперь как часть Королевства Сербов, Хорватов и словенцев. 25 декабря 1919 года сербская армия провела операцию, в ходе которой арестовала и казнила на территории племени хоти по меньшей мере 72 человека. Это событие было отмечено 100 лет спустя, и памятник в деревне хоти был установлен потомками жертв в ходе мероприятия, в котором совместно приняли участие представители муниципалитетов Малесия-э-Мади в Албании и Тузи в Черногории. Один из потомков убитых — Гжон Джунчай, албанско-американский прокурор и посол США в Албании.
Межвоенный период ознаменовался большим количеством беженцев, пересекающих границу и оседающих в Албании. Им дали пахотные земли и поселили в деревнях, носивших название их родины. Таким образом, Хоти-и-Ри (Новый Хоти) был заселен в 1932 году семьями беженцев, прибывших из Трабоина. В Югославской части хоти политическая обстановка была напряженной и нестабильной. Сама Албания подпадала под сферу влияния Италии, и Италия представляла себя борцом за национальные права Албании. В этом политическом контексте документы британского Министерства иностранных дел описывают ситуацию, что племена хоти и груда в бывшей Черногории, вдоль югославской границы вплоть до Дибры и Охриды, ждут наступления со стороны албанских или итальянских освободителей.
Капитуляция Югославии перед Германией во Второй мировой войне привела к изменению границ, и район хоти стал частью Итальянской Албании, а затем оказался под немецкой оккупацией в 1941—1944 годах. В 1945 году югославские партизаны снова взяли под свой контроль районы племен хоти и груда. 15 декабря — официальная дата государственного празднования «Дня освобождения» Тузи. После 1948 года граница между Албанией и Югославией закрылась и стала сильно милитаризованной. Пограничные регионы, такие как хоти, особенно страдали, когда члены семьи оказывались изолированными друг от друга. В 1990-х годах крах экономики привел к массовой миграции населения хоти, груды и северное нагорье, как это происходило на Балканах.

## Традиции

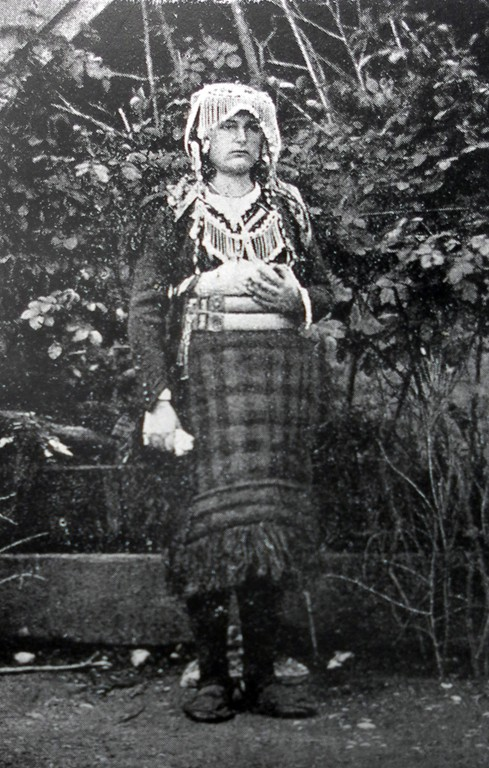
Традиционное женское платье хоти, 1908 год

Хоти почти полностью католики. Их самая старая церковь находится в руинах и датируется примерно 1500 годом. Церковный округ Хоти был разделен на два прихода: один в Ррапше, а другой в Трабоине. Церковь Ррапше находится в местечке Бригье (kisha e Brigjes). Франческо Болизза записал это в 1616 году, когда писал отчет об этом регионе. Петер Богдани в 1672 году отмечает, что в Бригье, кроме церкви, действовала еще и школа. Ррапше впервые стал приходом в 1699 году, когда Францисканский орден обосновался в племени Хоти. Одним из многих францисканцев, служивших в церкви Бригье, был Гергь Фишта в 1902 году.
Приход и церковь Трабоина впервые датируются 1648 годом, но позже церковь была разрушена и восстановлена. В 1696 году хоти получил статус байрака и другие права при условии, что один из его лидеров примет ислам. С этого момента байрактар хоти является мусульманским, и те семьи, которые сегодня являются мусульманскими, происходят от этого первоначального обращения. Таким образом, в конце османского периода племя хоти состояло из 500 католических семей и 23 мусульманских, которые включали семью байрактара. Это обращение не повлияло на отношения внутри общины, поскольку, хотя байрактар и был мусульманином, он следовал традициям своего племени. Он ежегодно финансировал праздник Святого Иоанна Крестителя, покровителя хоти, и в этот день служил мессу.
Погребальные обычаи хоти, как и обычаи Малесии в целом, включают в себя оплакивание (гема) умершего коллективным образом группой мужчин (gjamatarë).

## Известные люди
- Чун Мула Лукджонай (1818—1896), знаменосец (байрактар)
- Деде Джо Лулу Дедвукай (1840—1915), вождь клана Хоти, военачальник и один из албанских командиров в битве при Дечичи
- Нора Хоти (1880—1945), борец за независимость
- Укшин Хоти (1943—1999), философ
- Эмина Конмулай (род. 1984), модель
- Илир Хоти (1957—2016), экономист
- Фортеса Хоти (род. 1991), певица
- Фортеса Хоти (род. 1988), актриса
- Альбино Камай (род. 1979), футболист
- Дритон Камай (ро. 1997), футболист
- Мартин Камай (1925—1992), фольклорист, лингвист и писатель
- Юрген Ватникай (род. 1995), футболист
- Афердита Дрешай (род. 1986), мисс Косово 2011
- Ибрагим Дрешевич (род. 1997), футболист.